# Copa Libertadores 2017/Faza grupowa
Faza grupowa Copa Libertadores 2017 miała na celu wyłonienie 16 drużyn uprawnionych do gry w fazie pucharowej Copa Libertadores w sezonie 2017, a także 8 drużyn uprawnionych do startu w drugiej rundzie Copa Sudamericana 2017. Rozgrywki wystartowały 7 marca 2017 roku, a zakończyły się 25 maja tego samego roku. W każdej z grup, wszystkie zespoły grały ze sobą dwukrotnie w systemie mecz-rewanż.

## Uczestnicy
Spośród 32 zakwalifikowanych zespołów, 28 miało zagwarantowany udział w fazie grupowej dzięki rezultatom osiągniętym w krajowych rozgrywkach ligowych. Pozostałe 4 drużyny zostały wyłonione w fazie kwalifikacyjnej.

## Podział na koszyki
O podziale na koszyki decydował ranking klubowy CONMEBOL. Przy podziale na koszyki uwzględniono jedynie drużyny, które miały zapewniony start w fazie grupowej, ponieważ losowanie grup odbyło się przed zakończeniem fazy kwalifikacyjnej. W pierwszym koszyku znalazło się siedem najwyżej sklasyfikowanych drużyn + ubiegłoroczny triumfator Copa Libertadores. Do drugiego koszyka trafili zwycięzcy Copa Sudamericana 2016, natomiast w ostatnim koszyku umieszczono cztery najniżej sklasyfikowane ekipy plus miejsca dla czterech drużyn, które wygrały swoje dwumecze w decydującej fazie kwalifikacji.
| Kolory w tabeli                                                                  |
| -------------------------------------------------------------------------------- |
| Zwycięzca Copa Libertadores 2016                                                 |
| Zwycięzca Copa Sudamericana 2016                                                 |
| Zespoły zakwalifikowane do udziału w fazie grupowej poprzez awans z kwalifikacji |

| Koszyk 1                 |
| Drużyna (M)              |
| ------------------------ |
| Atlético Nacional (3)    |
| River Plate (2)          |
| Club Nacional (4)        |
| CA Peñarol (5)           |
| Atlético Mineiro (9)     |
| Grêmio Porto Alegre (12) |
| San Lorenzo (14)         |
| Santos FC (15)           |

| Koszyk 2                  |
| Drużyna (M)               |
| ------------------------- |
| Chapecoense (—)           |
| Estudiantes (17)          |
| CS Emelec (18)            |
| Club Libertad (21)        |
| Santa Fe (22)             |
| SE Palmeiras (25)         |
| Universidad Católica (30) |
| Guaraní (34)              |

| Koszyk 3                    |
| Drużyna (M)                 |
| --------------------------- |
| Sporting Cristal (35)       |
| CR Flamengo (37)            |
| Barcelona SC (39)           |
| CA Lanús (42)               |
| Zamora (66)                 |
| Jorge Wilstermann (75)      |
| Independiente Medellín (77) |
| Godoy Cruz (88)             |

| Koszyk 4                  |
| Drużyna (M)               |
| ------------------------- |
| Melgar (104)              |
| Deportes Iquique (115)    |
| Sport Boys (162)          |
| Zulia (—)                 |
| Athletico Paranaense (71) |
| Botafogo FR (79)          |
| The Strongest (28)        |
| Atlético Tucumán (—)      |

## Losowanie
Losowanie grup odbyło się 21 grudnia 2016 roku w Luque. Przed losowaniem zespoły zostały rozdzielone na 4 koszyki zgodnie z pozycją w rankingu CONMEBOL. Podczas losowania dokonano podziału na 8 grup po 4 drużyny każda. Do jednej grupy nie mogły trafić drużyny z tego samego koszyka i federacji, z wyjątkiem drużyn, które uzyskały awans z III rundy kwalifikacyjnej, ponieważ w momencie losowania nie były znane drużyny, które awansują z eliminacji.

## Terminarz
Kolejne kolejki zostały rozegrane według następującego harmonogramu:.
| Runda    | Pierwszy mecz       | Drugi mecz          |
| -------- | ------------------- | ------------------- |
| Termin 1 | 7-9 marca 2017      | 7-9 marca 2017      |
| Termin 2 | 14-16 marca 2017    | 14-16 marca 2017    |
| Termin 3 | 11-13 kwietnia 2017 | 11-13 kwietnia 2017 |
| Termin 4 | 18-20 kwietnia 2017 | 18-20 kwietnia 2017 |
| Termin 5 | 25-27 kwietnia 2017 | 25-27 kwietnia 2017 |
| Termin 6 | 2-4 maja 2017       | 2-4 maja 2017       |
| Termin 7 | 16-18 maja 2017     | 16-18 maja 2017     |
| Termin 8 | 23-25 maja 2017     | 23-25 maja 2017     |

## Grupy
| Kolory w tabeli grup                                                 |
| -------------------------------------------------------------------- |
| Zespoły z miejsc 1. i 2. awansują do 1/8 finału                      |
| Zespół z miejsca 3. awansuje do drugiej rundy Copa Sudamericana 2017 |

Zasady ustalania kolejności w tabeli:
1. liczba zdobytych punktów w całej rundzie;
2. różnica bramek w całej rundzie;
3. łączna liczba bramek zdobytych w całej rundzie;
4. łączna liczba bramek zdobytych na wyjeździe w całej rundzie;
5. miejsce drużyny w rankingu CONMEBOL.

### Grupa A
| Lp. | Drużyna           | M | Z | R | P | Bramki | Bramki | +/– | Pkt |
| --- | ----------------- | - | - | - | - | ------ | ------ | --- | --- |
| 1   | Barcelona SC (A)  | 6 | 3 | 1 | 2 | 8      | 8      | 0   | 10  |
| 2   | Botafogo FR (A)   | 6 | 3 | 1 | 2 | 6      | 5      | +1  | 10  |
| 3   | Estudiantes (CS)  | 6 | 3 | 0 | 3 | 7      | 8      | −1  | 9   |
| 4   | Atlético Nacional | 6 | 2 | 0 | 4 | 8      | 8      | 0   | 6   |

|                   | ANM | EST | BGU | BOT |
| ----------------- | --- | --- | --- | --- |
| Atlético Nacional | –   | 4:1 | 3:1 | 0:2 |
| Estudiantes       | 1:0 | –   | 0:2 | 1:0 |
| Barcelona SC      | 2:1 | 0:3 | –   | 1:1 |
| Botafogo FR       | 1:0 | 2:1 | 0:2 | –   |

| 15 marca 2017 01:00 CET | Botafogo FR · Roger 33' · Rodrigo Pimpão 78' | 2:1(1:0)Raport | Estudiantes · Otero 61' | Estádio Olímpico João Havelange – Engenhão, Rio de Janeiro Widzów: 30 107 Sędzia: Jonhatan Fuentes |
|                         |                                              |                |                         | |

| 15 marca 2017 01:45 CET | Barcelona SC · Álvez 24' · M. Caicedo 45' | 2:1(2:1)Raport | Atlético Nacional · Mosquera 13' | Estadio Monumental Isidro Romero Carbo, Guayaquil Widzów: 40 000 Sędzia: Julio Bascuñán |
|                         |                                           |                |                                  |                                                                                         |

| 12 kwietnia 2017 02:00 CET | Estudiantes | 0:2(0:0)Raport | Barcelona SC · Mena 51' · Nahuelpán 90+1' | Estadio Ciudad de La Plata, La Plata Widzów: 35 000 Sędzia: Víctor Carrillo |
|                            |             |                |                                           |                                                                             |

| 14 kwietnia 2017 02:45 CET | Atlético Nacional | 0:2(0:1)Raport | Botafogo FR · Camilo 38' · Guilherme 90+2' | Atanasio Girardot Sports Complex, Medellín Widzów: 40 638 Sędzia: Ulises Mereles |
|                            |                   |                |                                            |                                                                                  |

| 20 kwietnia 2017 00:30 CET | Estudiantes · Toledo 37' | 1:0(1:0)Raport | Atlético Nacional | Estadio Ciudad de La Plata, La Plata Widzów: 35 000 Sędzia: Andrés Cunha |
|                            |                          |                |                   |                                                                          |

| 21 kwietnia 2017 02:45 CET | Barcelona SC · Alemán 31' | 1:1(1:0)Raport | Botafogo FR · Sassá 88' (k.) | Estadio Monumental Isidro Romero Carbo, Guayaquil Widzów: 45 174 Sędzia: Jesús Valenzuela |
|                            |                           |                |                              |                                                                                           |

| 3 maja 2017 02:00 CET | Atlético Nacional · Uribe 35' · Moreno 44' · Ibargüen 46' · Torres 68' | 4:1(2:0)Raport | Estudiantes · Díaz 66' (sam.) | Atanasio Girardot Sports Complex, Medellín Widzów: 23 759 Sędzia: Diego Haro |
|                       |                                                                        |                |                               |                                                                              |

| 3 maja 2017 02:45 CET | Botafogo FR | 0:2(0:2)Raport | Barcelona SC · Ayoví 6' · Álvez 23' | Estádio Olímpico João Havelange – Engenhão, Rio de Janeiro Widzów: 34 034 Sędzia: Mario Díaz de Vivar |
|                       |             |                |                                     | |

| 19 maja 2017 00:30 CET | Barcelona SC | 0:3(0:1)Raport | Estudiantes · Cavallaro 28' · Sánchez 52', 79' | Estadio Monumental Isidro Romero Carbo, Guayaquil Widzów: 20 000 Sędzia: Éber Aquino |
|                        |              |                |                                                |                                                                                      |

| 19 maja 2017 02:45 CET | Botafogo FR · Rodrigo Pimpão 50' | 1:0(0:0)Raport | Atlético Nacional | Estádio Olímpico João Havelange – Engenhão, Rio de Janeiro Widzów: 33 317 Sędzia: Víctor Carrillo |
|                        |                                  |                |                   |                                                                                                   |

| 26 maja 2017 02:45 CET | Estudiantes · Solari 24' | 1:0(1:0)Raport | Botafogo FR | Estadio Centenario Dr. José Luis Meiszner, Quilmes Widzów: 25 000 Sędzia: Eduardo Gamboa |
|                        |                          |                |             |                                                                                          |

| 26 maja 2017 02:45 CET | Atlético Nacional · Moreno 18' (k.) · Arreaga 26' (sam.) · Aimar 67' (sam.) | 3:1(2:1)Raport | Barcelona SC · Ayoví 3' | Atanasio Girardot Sports Complex, Medellín Widzów: 19 867 Sędzia: Juan Nelio García |
|                        |                                                                             |                |                         |                                                                                     |

### Grupa B
| Lp. | Drużyna           | M | Z | R | P | Bramki | Bramki | +/– | Pkt |
| --- | ----------------- | - | - | - | - | ------ | ------ | --- | --- |
| 1   | Santos FC (A)     | 6 | 3 | 3 | 0 | 11     | 4      | +7  | 12  |
| 2   | The Strongest (A) | 6 | 2 | 3 | 1 | 9      | 5      | +4  | 9   |
| 3   | Santa Fe (CS)     | 6 | 2 | 2 | 2 | 8      | 6      | +2  | 8   |
| 4   | Sporting Cristal  | 6 | 0 | 2 | 4 | 2      | 15     | −13 | 2   |

|                  | SFC | SFE | SCR | SLP |
| ---------------- | --- | --- | --- | --- |
| Santos FC        | –   | 3:2 | 4:0 | 2:0 |
| Santa Fe         | 0:0 | –   | 3:0 | 1:1 |
| Sporting Cristal | 1:1 | 0:2 | –   | 0:0 |
| The Strongest    | 1:1 | 2:0 | 5:1 | –   |

| 10 marca 2017 01:00 CET | The Strongest · Chumacero 54', 80' | 2:0(0:0)Raport | Santa Fe | Estadio Hernando Siles, La Paz Widzów: 25 000 Sędzia: Patricio Loustau |
|                         |                                    |                |          |                                                                        |

| 10 marca 2017 01:45 CET | Sporting Cristal · Cazulo 13' | 1:1(1:0)Raport | Santos FC · Thiago Maia 66' | Stadion Narodowy, Lima Widzów: 20 000 Sędzia: José Argote |
|                         |                               |                |                             |                                                           |

| 17 marca 2017 01:45 CET | Santa Fe · Arango 9' · Gómez 77', 90+1' | 3:0(1:0)Raport | Sporting Cristal | Estadio El Campín, Bogota Widzów: 17 464 Sędzia: Carlos Orbe |
|                         |                                         |                |                  |                                                              |

| 17 marca 2017 01:45 CET | Santos FC · Ricardo Oliveira 45+1' · Renato 83' | 2:0(1:0)Raport | The Strongest | Estádio Urbano Caldeira, Santos Widzów: 13 132 Sędzia: Nestor Pitana |
|                         |                                                 |                |               |                                                                      |

| 19 kwietnia 2017 02:45 CET | Sporting Cristal | 0:0(0:0)Raport | The Strongest | Stadion Narodowy, Lima Widzów: 10 000 Sędzia: Mario Díaz de Vivar |
|                            |                  |                |               |                                                                   |

| 20 kwietnia 2017 02:45 CET | Santa Fe | 0:0(0:0)Raport | Santos FC | Estadio El Campín, Bogota Widzów: 19 742 Sędzia: Fernando Rapallini |
|                            |          |                |           |                                                                     |

| 5 maja 2017 00:30 CET | The Strongest · Alonso 18' (k.), 36' · Chumacero 30' · Martelli 61' · Veizaga 70' | 5:1(3:0)Raport | Sporting Cristal · D. Bejarano 52' (sam.) | Estadio Hernando Siles, La Paz Widzów: 14 000 Sędzia: Mauro Vigliano |
|                       |                                                                                   |                |                                           |                                                                      |

| 5 maja 2017 02:45 CET | Santos FC · Ricardo Oliveira 3' · Vitor Bueno 34' · Lucas Veríssimo 77' | 3:2(2:2)Raport | Santa Fe · Arango 33' · Perlaza 40' | Estádio do Pacaembu, São Paulo Widzów: 29 798 Sędzia: Andrés Cunha |
|                       |                                                                         |                |                                     |                                                                    |

| 18 maja 2017 00:30 CET | Sporting Cristal | 0:2(0:1)Raport | Santa Fe · Arango 19' · Plata 90+1' | Stadion Narodowy, Lima Widzów: 5000 Sędzia: Nestor Pitana |
|                        |                  |                |                                     |                                                           |

| 18 maja 2017 00:30 CET | The Strongest · Chumacero 39' | 1:1(1:0)Raport | Santos FC · Vitor Bueno 67' | Estadio Hernando Siles, La Paz Widzów: 19 000 Sędzia: Darío Herrera |
|                        |                               |                |                             |                                                                     |

| 24 maja 2017 02:45 CET | Santa Fe · Céter 25' | 1:1(1:1)Raport | The Strongest · López 38' (sam.) | Estadio El Campín, Bogota Widzów: 20 000 Sędzia: Enrique Cáceres |
|                        |                      |                |                                  |                                                                  |

| 24 maja 2017 02:45 CET | Santos FC · David Braz 19', 71' · Ricardo Oliveira 22' · Vitor Bueno 66' | 4:0(2:0)Raport | Sporting Cristal | Estádio Urbano Caldeira, Santos Widzów: 6632 Sędzia: José Méndez |
|                        |                                                                          |                |                  |                                                                  |

### Grupa C
| Lp. | Drużyna                     | M | Z | R | P | Bramki | Bramki | +/– | Pkt |
| --- | --------------------------- | - | - | - | - | ------ | ------ | --- | --- |
| 1   | River Plate (A)             | 6 | 4 | 1 | 1 | 14     | 9      | +5  | 13  |
| 2   | CS Emelec (A)               | 6 | 3 | 1 | 2 | 8      | 5      | +3  | 10  |
| 3   | Independiente Medellín (CS) | 6 | 3 | 0 | 3 | 8      | 8      | 0   | 9   |
| 4   | Melgar                      | 6 | 1 | 0 | 5 | 6      | 14     | −8  | 3   |

|                        | RPL | EGU | IND | MEL |
| ---------------------- | --- | --- | --- | --- |
| River Plate            | –   | 1:1 | 1:2 | 4:2 |
| CS Emelec              | 1:2 | –   | 1:0 | 3:0 |
| Independiente Medellín | 1:3 | 1:2 | –   | 2:0 |
| Melgar                 | 2:3 | 1:0 | 1:2 | –   |

| 14 marca 2017 23:30 CET | Melgar · García 76' | 1:0(0:0)Raport | CS Emelec | Estadio Melgar, Arequipa Widzów: 15 000 Sędzia: Sandro Ricci |
|                         |                     |                |           |                                                              |

| 16 marca 2017 01:00 CET | Independiente Medellín · Quintero 88' (k.) | 1:3(0:2)Raport | River Plate · Alario 29' (k.) · Driussi 33' · Martínez Quarta 51' | Estadio Atanasio Girardot, Medellín Widzów: 40 482 Sędzia: Wilton Sampaio |
|                         |                                            |                |                                                                   |                                                                           |

| 14 kwietnia 2017 00:30 CET | CS Emelec · Preciado 66' | 1:0(0:0)Raport | Independiente Medellín | Estadio George Capwell, Guayaquil Widzów: 20 000 Sędzia: Luiz Flávio de Oliveira |
|                            |                          |                |                        |                                                                                  |

| 14 kwietnia 2017 02:00 CET | River Plate · Fernández 17' · Driussi 21', 66' · Martínez Quarta 26' | 4:2(3:2)Raport | Melgar · Herrera 4', 24' | Estadio Monumental, Buenos Aires Widzów: 35 000 Sędzia: Raúl Orosco |
|                            |                                                                      |                |                          |                                                                     |

| 21 kwietnia 2017 02:00 CET | Independiente Medellín · Viola 12' · Mosquera 63' | 2:0(1:0)Raport | Melgar | Estadio Atanasio Girardot, Medellín Widzów: 23 508 Sędzia: Leodán González |
|                            |                                                   |                |        |                                                                            |

| 27 kwietnia 2017 02:00 CET | Melgar · Herrera 69' | 1:2(0:0)Raport | Independiente Medellín · Piedrahita 72' · Quintero 74' | Estadio Melgar, Arequipa Widzów: 15 000 Sędzia: Anderson Daronco |
|                            |                      |                |                                                        |                                                                  |

| 28 kwietnia 2017 02:00 CET | CS Emelec · Preciado 1' | 1:2(1:1)Raport | River Plate · Moreira 41' · Alario 80' | Estadio George Capwell, Guayaquil Widzów: 40 000 Sędzia: Roberto Tobar |
|                            |                         |                |                                        |                                                                        |

| 11 maja 2017 00:15 CET | River Plate · Mora 67' (k.) | 1:1(0:0)Raport | CS Emelec · Preciado 59' | Estadio Monumental, Buenos Aires Widzów: 25 000 Sędzia: Anderson Daronco |
|                        |                             |                |                          |                                                                          |

| 17 maja 2017 04:15 CET | Independiente Medellín · Viola 17' | 1:2(1:2)Raport | CS Emelec · Angulo 3', 26' | Estadio Atanasio Girardot, Medellín Widzów: 27 104 Sędzia: Daniel Fedorczuk |
|                        |                                    |                |                            |                                                                             |

| 19 maja 2017 02:00 CET | Melgar · O. Fernández 23' · Herrera 61' | 2:3(1:2)Raport | River Plate · Alario 11' · Mayada 19' · I. Fernández 69' | Estadio Melgar, Arequipa Widzów: 10 000 Sędzia: Jesús Valenzuela |
|                        |                                         |                |                                                          |                                                                  |

| 26 maja 2017 00:30 CET | CS Emelec · Orejuela 27' · Quiñónez 49' · Angulo 78' | 3:0(1:0)Raport | Melgar | Estadio George Capwell, Guayaquil Widzów: 20 000 Sędzia: Leodán González |
|                        |                                                      |                |        |                                                                          |

| 26 maja 2017 00:30 CET | River Plate · Mina 82' | 1:2(1:0)Raport | Independiente Medellín · Hernández 47' · Mosquera 55' | Estadio Monumental, Buenos Aires Widzów: 45 000 Sędzia: Raphael Claus |
|                        |                        |                |                                                       |                                                                       |

### Grupa D
| Lp. | Drużyna                 | M | Z | R | P | Bramki | Bramki | +/– | Pkt |
| --- | ----------------------- | - | - | - | - | ------ | ------ | --- | --- |
| 1   | San Lorenzo (A)         | 6 | 3 | 1 | 2 | 8      | 8      | 0   | 10  |
| 2   | Atlético Paranaense (A) | 6 | 3 | 1 | 2 | 9      | 10     | −1  | 10  |
| 3   | CR Flamengo (CS)        | 6 | 3 | 0 | 3 | 11     | 7      | +4  | 9   |
| 4   | Universidad Católica    | 6 | 1 | 2 | 3 | 8      | 11     | −3  | 5   |

|                      | SAL | UCS | FLA | ATP |
| -------------------- | --- | --- | --- | --- |
| San Lorenzo          | –   | 2:1 | 2:1 | 0:1 |
| Universidad Católica | 1:1 | –   | 1:0 | 2:3 |
| CR Flamengo          | 4:0 | 3:1 | –   | 2:1 |
| Atlético Paranaense  | 0:3 | 2:2 | 2:1 | –   |

| 8 marca 2017 01:00 CET | Athletico Paranaense · L. González 4' · Nikão 75' | 2:2(1:0)Raport | Universidad Católica · Llanos 85' · Noir 90' | Estádio Joaquim Américo Guimarães, Kurytyba Widzów: 24 118 Sędzia: Ulises Mereles |
|                        |                                                   |                |                                              |                                                                                   |

| 8 marca 2017 01:45 CET | CR Flamengo · Diego 48' · Trauco 61' · Rômulo 70' · Gabriel 87' | 4:0(0:0)Raport | San Lorenzo | Maracanã, Rio de Janeiro Widzów: 60 089 Sędzia: Andrés Cunha |
|                        |                                                                 |                |             |                                                              |

| 15 marca 2017 23:30 CET | San Lorenzo | 0:1(0:1)Raport | Athletico Paranaense · L. González 3' | Estadio Pedro Bidegain, Buenos Aires Widzów: 8000 Sędzia: Roddy Zambrano |
|                         |             |                |                                       |                                                                          |

| 16 marca 2017 01:45 CET | Universidad Católica · Silva 74' | 1:0(0:0)Raport | CR Flamengo | Estadio San Carlos de Apoquindo, Santiago Widzów: 14 000 Sędzia: Diego Haro |
|                         |                                  |                |             |                                                                             |

| 13 kwietnia 2017 02:00 CET | Universidad Católica · Buonanotte 49' | 1:1(0:1)Raport | San Lorenzo · Blandi 19' | Estadio San Carlos de Apoquindo, Santiago Widzów: 15 000 Sędzia: Enrique Cáceres |
|                            |                                       |                |                          |                                                                                  |

| 13 kwietnia 2017 02:45 CET | CR Flamengo · Guerrero 6' · Diego 15' | 2:1(2:0)Raport | Athletico Paranaense · Nikão 58' | Maracanã, Rio de Janeiro Widzów: 58 558 Sędzia: Wilson Lamouroux |
|                            |                                       |                |                                  |                                                                  |

| 26 kwietnia 2017 02:00 CET | San Lorenzo · Blandi 35' · Barrios 85' | 2:1(1:0)Raport | Universidad Católica · Cordero 77' | Estadio Pedro Bidegain, Buenos Aires Widzów: 15 000 Sędzia: Daniel Fedorczuk |
|                            |                                        |                |                                    |                                                                              |

| 27 kwietnia 2017 02:45 CET | Athletico Paranaense · Thiago Heleno 35' · Felipe Gedoz 87' | 2:1(1:0)Raport | CR Flamengo · Willian Arão 89' | Estádio Joaquim Américo Guimarães, Kurytyba Widzów: 36 519 Sędzia: José Argote |
|                            |                                                             |                |                                |                                                                                |

| 4 maja 2017 02:00 CET | Athletico Paranaense | 0:3(0:1)Raport | San Lorenzo · Díaz 13' · Blandi 67' · Botta 90+1' | Estádio Joaquim Américo Guimarães, Kurytyba Widzów: 25 387 Sędzia: Wilmar Roldán |
|                       |                      |                |                                                   |                                                                                  |

| 4 maja 2017 02:45 CET | CR Flamengo · Rodinei 50' · Guerrero 72' · Trauco 85' | 3:1(0:0)Raport | Universidad Católica · Silva 66' | Maracanã, Rio de Janeiro Widzów: 60 989 Sędzia: Víctor Carrillo |
|                       |                                                       |                |                                  |                                                                 |

| 18 maja 2017 02:45 CET | Universidad Católica · Silva 35' · Noir 84' | 2:3(1:0)Raport | Athletico Paranaense · Eduardo da Silva 75' · Douglas Coutinho 81' · Carlos Alberto 86' | Estadio San Carlos de Apoquindo, Santiago Widzów: 13 000 Sędzia: Jonhatan Fuentes |
|                        |                                             |                |                                                                                         |                                                                                   |

| 18 maja 2017 02:45 CET | San Lorenzo · Angeleri 74' · Belluschi 90+1' | 2:1(0:1)Raport | CR Flamengo · Rodinei 13' | Estadio Pedro Bidegain, Buenos Aires Widzów: 35 000 Sędzia: Enrique Cáceres |
|                        |                                              |                |                           |                                                                             |

### Grupa E
| Lp. | Drużyna               | M | Z | R | P | Bramki | Bramki | +/– | Pkt |
| --- | --------------------- | - | - | - | - | ------ | ------ | --- | --- |
| 1   | SE Palmeiras (A)      | 6 | 4 | 1 | 1 | 13     | 9      | +4  | 13  |
| 2   | Jorge Wilstermann (A) | 6 | 3 | 0 | 3 | 12     | 10     | +2  | 9   |
| 3   | Atlético Tucumán (CS) | 6 | 2 | 1 | 3 | 8      | 10     | −2  | 7   |
| 4   | CA Peñarol            | 6 | 2 | 0 | 4 | 11     | 15     | −4  | 6   |

|                   | CAP | PAL | WIL | ATU |
| ----------------- | --- | --- | --- | --- |
| CA Peñarol        | –   | 2:3 | 2:0 | 2:1 |
| SE Palmeiras      | 3:2 | –   | 1:0 | 3:1 |
| Jorge Wilstermann | 6:2 | 3:2 | –   | 2:1 |
| Atlético Tucumán  | 2:1 | 1:1 | 2:1 | –   |

| 7 marca 2017 23:30 CET | Jorge Wilstermann · Ríos 6', 32' · Thomaz 26' (k.) · Zenteno 73' · Cardozo 84' (k.) · Olego 87' | 6:2(3:0)Raport | CA Peñarol · G. Rodríguez 48', 69' | Estadio Félix Capriles, Cochabamba Widzów: 30 000 Sędzia: Víctor Carrillo |
|                        |                                                                                                 |                |                                    |                                                                           |

| 8 marca 2017 01:45 CET | Atlético Tucumán · Zampedri 24' | 1:1(1:1)Raport | SE Palmeiras · Keno 39' | Estadio Monumental José Fierro, Tucumán Widzów: 35 000 Sędzia: Mario Díaz de Vivar |
|                        |                                 |                |                         |                                                                                    |

| 16 marca 2017 01:45 CET | SE Palmeiras · Mina 90+5' | 1:0(0:0)Raport | Jorge Wilstermann | Allianz Parque, São Paulo Widzów: 38 419 Sędzia: Eduardo Gamboa |
|                         |                           |                |                   |                                                                 |

| 17 marca 2017 01:00 CET | CA Peñarol · Hernández 66' · Affonso 68' | 2:1(0:0)Raport | Atlético Tucumán · Menéndez 60' | Estadio Campeón del Siglo, Montevideo Widzów: 28 000 Sędzia: Wilmar Roldán |
|                         |                                          |                |                                 |                                                                            |

| 12 kwietnia 2017 00:30 CET | Jorge Wilstermann · Álvarez 62' · Cabezas 71' | 2:1(0:0)Raport | Atlético Tucumán · Palomino 55' | Estadio Félix Capriles, Cochabamba Widzów: 4471 Sędzia: Roberto Tobar |
|                            |                                               |                |                                 |                                                                       |

| 13 kwietnia 2017 02:45 CET | SE Palmeiras · Willian 45' · Dudu 49' · Fabiano 90+8' | 3:2(1:1)Raport | CA Peñarol · Arias 31' · G. Rodríguez 74' | Allianz Parque, São Paulo Widzów: 38 483 Sędzia: Roddy Zambrano |
|                            |                                                       |                |                                           |                                                                 |

| 26 kwietnia 2017 00:30 CET | Atlético Tucumán · Canuto 50' · Barbona 73' | 2:1(0:0)Raport | Jorge Wilstermann · Cabezas 78' | Estadio Monumental José Fierro, Tucumán Widzów: 30 000 Sędzia: Juan Soto |
|                            |                                             |                |                                 |                                                                          |

| 27 kwietnia 2017 02:45 CET | CA Peñarol · Affonso 12' · J. Arias 38' | 2:3(2:0)Raport | SE Palmeiras · Willian 48', 72' · Mina 62' | Estadio Campeón del Siglo, Montevideo Widzów: 20 000 Sędzia: Enrique Cáceres |
|                            |                                         |                |                                            |                                                                              |

| 3 maja 2017 00:30 CET | Atlético Tucumán · Zampedri 76' · González 79' | 2:1(0:0)Raport | CA Peñarol · G. Rodríguez 83' | Estadio Monumental José Fierro, Tucumán Widzów: 32 000 Sędzia: Julio Bascuñán |
|                       |                                                |                |                               |                                                                               |

| 4 maja 2017 02:45 CET | Jorge Wilstermann · Morales 35' · Machado 40' · Cardozo 68' (k.) | 3:2(2:1)Raport | SE Palmeiras · Guerra 45' · Cabezas 72' (sam.) | Estadio Félix Capriles, Cochabamba Widzów: 22 000 Sędzia: Wilson Lamouroux |
|                       |                                                                  |                |                                                |                                                                            |

| 25 maja 2017 02:45 CET | SE Palmeiras · Mina 14' · Willian 68' · Zé Roberto 90' | 3:1(1:0)Raport | Atlético Tucumán · Rodríguez 56' | Allianz Parque, São Paulo Widzów: 37 418 Sędzia: Wilmar Roldán |
|                        |                                                        |                |                                  |                                                                |

| 25 maja 2017 02:45 CET | CA Peñarol · J. Arias 36' · Villalba 41' | 2:0(2:0)Raport | Jorge Wilstermann | Estadio Campeón del Siglo, Montevideo Widzów: 0 Sędzia: Michael Espinoza |
|                        |                                          |                |                   |                                                                          |

### Grupa F
| Lp. | Drużyna              | M | Z | R | P | Bramki | Bramki | +/– | Pkt |
| --- | -------------------- | - | - | - | - | ------ | ------ | --- | --- |
| 1   | Atlético Mineiro (A) | 6 | 4 | 1 | 1 | 17     | 6      | +11 | 13  |
| 2   | Godoy Cruz (A)       | 6 | 3 | 2 | 1 | 10     | 8      | +2  | 11  |
| 3   | Club Libertad (CS)   | 6 | 1 | 3 | 2 | 7      | 9      | −2  | 6   |
| 4   | Sport Boys           | 6 | 0 | 2 | 4 | 8      | 19     | −11 | 2   |

|                  | ATM | LIB | GOD | SPB |
| ---------------- | --- | --- | --- | --- |
| Atlético Mineiro | –   | 2:0 | 4:1 | 5:2 |
| Club Libertad    | 1:0 | –   | 1:2 | 1:1 |
| Godoy Cruz       | 1:1 | 1:1 | –   | 2:0 |
| Sport Boys       | 1:5 | 3:3 | 1:3 | –   |

| 8 marca 2017 23:30 CET | Godoy Cruz · J. Correa 1' | 1:1(1:0)Raport | Atlético Mineiro · Fred 50' (k.) | Estadio Malvinas Argentinas, Mendoza Widzów: 15 000 Sędzia: Wilson Lamouroux |
|                        |                           |                |                                  |                                                                              |

| 8 marca 2017 23:30 CET | Sport Boys · Castillo 39' · Messidoro 69' · Coimbra 81' | 3:3(1:1)Raport | Club Libertad · Medina 28' · Salcedo 61', 73' (k.) | Estadio Ramón Tahuichi Aguilera, Santa Cruz Widzów: 2100 Sędzia: Roddy Zambrano |
|                        |                                                         |                |                                                    |                                                                                 |

| 12 kwietnia 2017 00:30 CET | Club Libertad · Cardozo 21' | 1:2(1:1)Raport | Godoy Cruz · González 45', 89' | Estadio Dr. Nicolás Léoz, Asunción Widzów: 8000 Sędzia: Daniel Fedorczuk |
|                            |                             |                |                                |                                                                          |

| 14 kwietnia 2017 00:30 CET | Atlético Mineiro · Robinho 4' · Fred 71', 74', 88', 90+2' | 5:2(1:1)Raport | Sport Boys · Tenorio 10' · Messidoro 54' | Estádio Raimundo Sampaio, Belo Horizonte Widzów: 18 402 Sędzia: José Argote |
|                            |                                                           |                |                                          |                                                                             |

| 20 kwietnia 2017 02:45 CET | Club Libertad · Lucena 26' | 1:0(1:0)Raport | Atlético Mineiro | Estadio Dr. Nicolás Léoz, Asunción Widzów: 10 000 Sędzia: Julio Bascuñán |
|                            |                            |                |                  |                                                                          |

| 21 kwietnia 2017 00:30 CET | Godoy Cruz · Fernández 56' · J. Correa 73' | 2:0(0:0)Raport | Sport Boys | Estadio Malvinas Argentinas, Mendoza Widzów: 10 000 Sędzia: Omar Ponce |
|                            |                                            |                |            |                                                                        |

| 27 kwietnia 2017 00:30 CET | Atlético Mineiro · Robinho 71' · Cazares 88' | 2:0(0:0)Raport | Club Libertad | Estádio Raimundo Sampaio, Belo Horizonte Widzów: 18 838 Sędzia: Wilson Lamouroux |
|                            |                                              |                |               |                                                                                  |

| 28 kwietnia 2017 02:45 CET | Sport Boys · Córdoba 69' | 1:3(0:1)Raport | Godoy Cruz · González 41' · Garro 65' · Giménez 85' | Estadio Ramón Tahuichi Aguilera, Santa Cruz Widzów: 3000 Sędzia: Víctor Carrillo |
|                            |                          |                |                                                     |                                                                                  |

| 4 maja 2017 00:30 CET | Sport Boys · Castillo 41' (k.) | 1:5(1:2)Raport | Atlético Mineiro · Cazares 10', 88' · Rafael Moura 16' · Elias 60' · Otero 62' | Estadio Ramón Tahuichi Aguilera, Santa Cruz Widzów: 2100 Sędzia: Jesús Valenzuela |
|                       |                                |                |                                                                                |                                                                                   |

| 5 maja 2017 02:00 CET | Godoy Cruz · Garro 39' | 1:1(1:1)Raport | Club Libertad · Santacruz 23' | Estadio Malvinas Argentinas, Mendoza Widzów: 27 000 Sędzia: Roberto Tobar |
|                       |                        |                |                               |                                                                           |

| 17 maja 2017 02:00 CET | Club Libertad · Rivero 17' (sam.) | 1:1(1:0)Raport | Sport Boys · Vogliotti 70' | Estadio Dr. Nicolás Léoz, Asunción Widzów: 1000 Sędzia: Adrián Cabello |
|                        |                                   |                |                            |                                                                        |

| 17 maja 2017 02:00 CET | Atlético Mineiro · Cazares 3', 28' · Elias 45+1' · Fred 48' | 4:1(3:0)Raport | Godoy Cruz · Garro 72' | Estádio Raimundo Sampaio, Belo Horizonte Widzów: 17 009 Sędzia: Michael Espinoza |
|                        |                                                             |                |                        |                                                                                  |

### Grupa G
| Lp. | Drużyna           | M | Z | R | P | Bramki | Bramki | +/– | Pkt |
| --- | ----------------- | - | - | - | - | ------ | ------ | --- | --- |
| 1   | CA Lanús (A)      | 6 | 4 | 1 | 1 | 13     | 3      | +10 | 13  |
| 2   | Club Nacional (A) | 6 | 2 | 2 | 2 | 5      | 3      | +2  | 8   |
| 3   | Chapecoense (CS)  | 6 | 2 | 1 | 3 | 6      | 12     | −6  | 7   |
| 4   | Zulia             | 6 | 1 | 2 | 3 | 4      | 10     | −6  | 5   |

|               | CNA | ACF | LAN | ZUL |
| ------------- | --- | --- | --- | --- |
| Club Nacional | –   | 3:0 | 0:1 | 0:1 |
| Chapecoense   | 1:1 | –   | 1:3 | 2:1 |
| CA Lanús      | 0:1 | 3:0 | –   | 5:0 |
| Zulia         | 0:0 | 1:2 | 1:1 | –   |

| 8 marca 2017 01:45 CET | Zulia · Arango 77' | 1:2(0:1)Raport | Chapecoense · Reinaldo 32' · Luiz Antônio 68' | Estadio José Pachencho Romero, Maracaibo Widzów: 36 000 Sędzia: Omar Ponce |
|                        |                    |                |                                               |                                                                            |

| 10 marca 2017 01:00 CET | CA Lanús | 0:1(0:1)Raport | Club Nacional · Silveira 25' | Estadio Ciudad de Lanús, Lanús Widzów: 18 000 Sędzia: Roberto Tobar |
|                         |          |                |                              |                                                                     |

| 15 marca 2017 23:30 CET | Club Nacional | 0:1(0:1)Raport | Zulia · Savarino 30' | Estadio Gran Parque Central, Montevideo Widzów: 18 000 Sędzia: Wilson Lamouroux |
|                         |               |                |                      |                                                                                 |

| 16 marca 2017 23:30 CET | Chapecoense · Rossi 49' | 1:3(0:0)Raport | CA Lanús · Aguirre 52' · Sand 66' (k.) · Acosta 80' | Arena Condá, Chapecó Widzów: 12 489 Sędzia: Enrique Cáceres |
|                         |                         |                |                                                     |                                                             |

| 19 kwietnia 2017 02:00 CET | CA Lanús · Acosta 4' · Sand 46' · Denis 73' (k.) · Silva 78' · Pasquini 80' | 5:0(1:0)Raport | Zulia | Estadio Ciudad de Lanús, Lanús Widzów: 5000 Sędzia: Diego Haro |
|                            |                                                                             |                |       |                                                                |

| 19 kwietnia 2017 02:45 CET | Chapecoense · Reinaldo 9' (k.) | 1:1(1:1)Raport | Club Nacional · Silveira 40' | Arena Condá, Chapecó Widzów: 12 230 Sędzia: Carlos Orbe |
|                            |                                |                |                              |                                                         |

| 28 kwietnia 2017 00:30 CET | Club Nacional · Ramírez 17' · Aguirre 49' · Viudez 80' | 3:0(1:0)Raport | Chapecoense | Estadio Gran Parque Central, Montevideo Widzów: 35 000 Sędzia: Éber Aquino |
|                            |                                                        |                |             |                                                                            |

| 28 kwietnia 2017 00:30 CET | Zulia · Rivillo 34' | 1:1(1:0)Raport | CA Lanús · Sand 62' | Estadio José Pachencho Romero, Maracaibo Widzów: 12 000 Sędzia: Wilmar Roldán |
|                            |                     |                |                     |                                                                               |

| 17 maja 2017 00:30 CET | Zulia | 0:0(0:0)Raport | Club Nacional | Estadio José Pachencho Romero, Maracaibo Widzów: 10 000 Sędzia: Patricio Polic |
|                        |       |                |               |                                                                                |

| 18 maja 2017 02:45 CET | CA Lanús · Sand 79' (k.) | 3:0(walkower)Raport | Chapecoense · Wellington Paulista 23' · Luiz Otávio 87' | Estadio Ciudad de Lanús, Lanús Widzów: 20 000 Sędzia: Wilson Lamouroux |
|                        |                          |                     |                                                         |                                                                        |

| 24 maja 2017 00:30 CET | Chapecoense · Arthur 90' · Andrei Girotto 90+1' | 2:1(0:1)Raport | Zulia · Arango 30' | Arena Condá, Chapecó Widzów: 4423 Sędzia: Gustavo Murillo |
|                        |                                                 |                |                    |                                                           |

| 24 maja 2017 00:30 CET | Club Nacional | 0:1(0:1)Raport | CA Lanús · Silva 26' | Estadio Gran Parque Central, Montevideo Widzów: 20 000 Sędzia: Ulises Mereles |
|                        |               |                |                      |                                                                               |

### Grupa H
| Lp. | Drużyna                 | M | Z | R | P | Bramki | Bramki | +/– | Pkt |
| --- | ----------------------- | - | - | - | - | ------ | ------ | --- | --- |
| 1   | Grêmio Porto Alegre (A) | 6 | 4 | 1 | 1 | 15     | 6      | +9  | 13  |
| 2   | Guaraní (A)             | 6 | 3 | 2 | 1 | 9      | 7      | +2  | 11  |
| 3   | Deportes Iquique (CS)   | 6 | 3 | 1 | 2 | 12     | 9      | +3  | 10  |
| 4   | Zamora                  | 6 | 0 | 0 | 6 | 6      | 20     | −14 | 0   |

|                     | GPA | GUA | ZAM | DIQ |
| ------------------- | --- | --- | --- | --- |
| Grêmio Porto Alegre | –   | 4:1 | 4:0 | 3:2 |
| Guaraní             | 1:1 | –   | 3:1 | 0:0 |
| Zamora              | 0:2 | 1:3 | –   | 1:4 |
| Deportes Iquique    | 2:1 | 0:1 | 4:3 | –   |

| 7 marca 2017 21:15 CET | Deportes Iquique | 0:1(0:0)Raport | Guaraní · Novick 82' | Estadio Zorros del Desierto, Calama Widzów: 2200 Sędzia: Raúl Orosco |
|                        |                  |                |                      |                                                                      |

| 9 marca 2017 23:30 CET | Zamora | 0:2(0:1)Raport | Grêmio Porto Alegre · Léo Moura 45' · Luan 51' (k.) | Estadio Agustín Tovar, Barinas Widzów: 12 000 Sędzia: Darío Herrera |
|                        |        |                |                                                     |                                                                     |

| 12 kwietnia 2017 02:45 CET | Grêmio Porto Alegre · Luan 15', 23' · Bolaños 28' (k.) | 3:2(3:0)Raport | Deportes Iquique · Caroca 60' · Dávila 67' | Arena do Grêmio, Porto Alegre Widzów: 30 343 Sędzia: Esteban Ostojich |
|                            |                                                        |                |                                            |                                                                       |

| 13 kwietnia 2017 00:30 CET | Guaraní · García 15' · Cabral 58' · Palau 90+2' | 3:1(1:1)Raport | Zamora · Falcón 41' | Estadio Rogelio Livieres, Asunción Widzów: 10 000 Sędzia: Nestor Pitana |
|                            |                                                 |                |                     |                                                                         |

| 20 kwietnia 2017 02:00 CET | Zamora · Pérez 79' | 1:4(0:2)Raport | Deportes Iquique · Bielkiewicz 7' (k.), 19' · Reynero 65' · Villalobos 86' | Estadio Agustín Tovar, Barinas Widzów: 13 000 Sędzia: Michael Espinoza |
|                            |                    |                |                                                                            |                                                                        |

| 21 kwietnia 2017 00:30 CET | Guaraní · López 71' | 1:1(0:0)Raport | Grêmio Porto Alegre · Pedro Rocha 78' | Estadio Rogelio Livieres, Asunción Widzów: 9000 Sędzia: Wilmar Roldán |
|                            |                     |                |                                       |                                                                       |

| 25 kwietnia 2017 22:15 CET | Deportes Iquique · Ramos 13' · Caroca 81', 90+1' · Bielkiewicz 90+4' | 4:3(1:0)Raport | Zamora · Clarke 49' (k.) · Gallardo 64' · Uribe 84' | Estadio Zorros del Desierto, Calama Widzów: 4000 Sędzia: Gery Vargas |
|                            |                                                                      |                |                                                     |                                                                      |

| 28 kwietnia 2017 02:45 CET | Grêmio Porto Alegre · Barrios 7', 27', 78' · Pedro Geromel 45+3' | 4:1(3:1)Raport | Guaraní · Léo Moura 33' (sam.) | Arena do Grêmio, Porto Alegre Widzów: 21 300 Sędzia: Patricio Loustau |
|                            |                                                                  |                |                                |                                                                       |

| 4 maja 2017 00:30 CET | Deportes Iquique · Bielkiewicz 23' (k.) · Torres 48' | 2:1(1:1)Raport | Grêmio Porto Alegre · Barrios 19' | Estadio Zorros del Desierto, Calama Widzów: 3000 Sędzia: Germán Delfino |
|                       |                                                      |                |                                   |                                                                         |

| 5 maja 2017 02:45 CET | Zamora · Sosa 40' | 1:3(1:2)Raport | Guaraní · García 14', 51' · Palau 19' | Estadio Agustín Tovar, Barinas Widzów: 1500 Sędzia: Óscar Rojas |
|                       |                   |                |                                       |                                                                 |

| 26 maja 2017 02:45 CET | Guaraní | 0:0(0:0)Raport | Deportes Iquique | Estadio Rogelio Livieres, Asunción Widzów: 3000 Sędzia: Fernando Rapallini |
|                        |         |                |                  |                                                                            |

| 26 maja 2017 02:45 CET | Grêmio Porto Alegre · Luan 22', 28' (k.) · Barrios 25' · Pedro Rocha 63' | 4:0(3:0)Raport | Zamora | Arena do Grêmio, Porto Alegre Widzów: 22 435 Sędzia: Juan Albarracín |
|                        |                                                                          |                |        |                                                                      |